# Scammon
Scammon és una població dels Estats Units a l'estat de Kansas. Segons el cens del 2000 tenia 496 habitants.

## Demografia
Segons el cens del 2000, Scammon tenia 496 habitants, 192 habitatges, i 139 famílies. La densitat de població era de 304 habitants/km².
Dels 192 habitatges en un 36,5% hi vivien nens de menys de 18 anys, en un 55,2% hi vivien parelles casades, en un 15,1% dones solteres, i en un 27,6% no eren unitats familiars. En el 26,6% dels habitatges hi vivien persones soles el 12% de les quals corresponia a persones de 65 anys o més que vivien soles. El nombre mitjà de persones vivint en cada habitatge era de 2,58 i el nombre mitjà de persones que vivien en cada família era de 3,12.
Per edats la població es repartia de la següent manera: un 29% tenia menys de 18 anys, un 8,7% entre 18 i 24, un 29,4% entre 25 i 44, un 19,4% de 45 a 60 i un 13,5% 65 anys o més.
L'edat mediana era de 34 anys. Per cada 100 dones de 18 o més anys hi havia 85,3 homes.
La renda mediana per habitatge era de 35.268 $ i la renda mediana per família de 37.708 $. Els homes tenien una renda mediana de 29.219 $ mentre que les dones 21.477 $. La renda per capita de la població era de 15.926 $. Entorn de l'11,3% de les famílies i el 12,8% de la població estaven per davall del llindar de pobresa.

## Poblacions més properes
El següent diagrama mostra les poblacions més properes.